# Gerald Burgess
Pour les articles homonymes, voir Burgess.
Gerald "Gerry" Burgess, était un pilote de rallye anglais.
Sa première course fut en 1955 pour le team BMC (copilote Austin Westminster).
Sa carrière s'acheva en 1965, au RAC rally.

## Palmarès
- Vainqueur du Rallye de Grande-Bretagne en 1959 sur Ford Zephyr (copilote Sam Croft-Pearson);
  - RAC Rally: 8e en 1956;
  - Liège-Rome-Liège: 10e en 1958, et 31e en 1955;
  - East African Safari Rally (Kenya): 16e en 1962;
  - Coupe des Alpes: 23e en 1960.